# Институт Фридерика Шопена
Институт Фридерика Шопена (пол. Narodowy Instytut Fryderyka Chopina) — польская организация, занимающаяся исследованием и популяризацией жизни и творчества композитора Фридерика Шопена. Институт, штаб-квартира которого располагается в Варшаве, был создан в 2001 году и находится под непосредственным контролем Министерства культуры и национального наследия Польши.

## Деятельность
Деятельность Института включает публикации, организацию концертов, сохранение физического и художественного наследия Шопена, мониторинг коммерческого использования имени Шопена и работу Информационного центра Шопена (веб-сайт института). Среди его издательских проектов полное факсимильное издание произведений Шопена, составленное из всех доступных голографических рукописей под редакцией Зофии Чехлинской.
Институт управляет Музеем Фридерика Шопена и ежепятилетним Международным конкурсом пианистов имени Шопена. Он также проводит программу «Молодые таланты», направленную на поощрение молодых польских пианистов.
Институт также организует фестиваль «Шопен и его Европа» с 2005 года. Он представляет европейскую музыку в контексте её связи с жизнью и творчеством Шопена. Одной из целей фестивальной программы является исторический перформанс — представление произведений в том виде, в каком они были услышаны изначально, на старинных инструментах. Фестиваль организуется в сотрудничестве с Варшавской филармонией, Большим театром и Программой II Польского радио. 

### Конкурс Шопена
Международный конкурс пианистов имени Шопена (пол. Międzynarodowy Konkurs Pianistyczny im. Fryderyka Chopina), конкурс пианистов, проводимый в Варшаве, Польша, с 1927 года. С 2010 года он проводится Институтом Шопена, ранее — Министерством культуры Польши (до 1960 года), а затем Обществом Шопена (с 1960 по 2005 год).
В 2018 году Институт организовал первый, а в  2023 году второй Международный конкурс пианистов на исторических инструментах имени Шопена.

### Музей Шопена
Музей Фридерика Шопена (пол. Muzeum Fryderyka Chopina) в Варшаве был основан в 1954 году. С 2005 года им управляет Институт Фридерика Шопена.

## Внешние ссылки
- Исторические фортепиано на хранении Института Фредерика Шопена
- Виртуальный тур по Институту Фредерика Шопена предоставлен Google Arts & Culture .
- На Викискладе есть медиафайлы по теме Институт Фридерика Шопена